# Karl Andres (Ministerialbeamter)
Karl Andres (* 6. September 1906 in Meisenheim; † 1996 in Bonn) war ein deutscher Ministerialbeamter.

## Werdegang
Andres studierte an der Ruprecht-Karls-Universität Heidelberg Rechtswissenschaft. 1925 wurde er im Corps Rhenania Heidelberg recipiert. 1933/34 war er im Reichsarbeitsministerium tätig. Von 1934 bis 1945 war er ständiger Stellvertreter des Reichstreuhänders der Arbeit für Mitteldeutschland in Weimar bzw. Magdeburg. Nach Gründung der Bundesrepublik Deutschland war er von 1953 bis 1966 Bundesarbeitsministerium, dort zunächst Leiter des Referats IIIb 3 (Neue Kindergeldgesetzgebung einschl. Rechtsverordnungen, Frauenlohn, Lohn in volkswirtschaftlicher Sicht) und von 1961 bis 1966 Leiter der Unterabteilung II b (Arbeitslosenversicherung, Arbeitslosenhilfe, Kindergeld, arbeits- und sozialpolitische Fragen der Verteidigung und des Notdienstes, Ziviler Ersatzdienst). 1966 wechselte er in das Bundesfamilienministerium und war dort im Rang eines Ministerialdirektors Leiter der Abteilung II (Familienpolitik).

## Ehrungen
- Verdienstorden der Bundesrepublik Deutschland, Großes Verdienstkreuz (1969)